# Sylvie de Segonzac
Sylvie de Segonzac est une créatrice de costume travaillant pour le cinéma, la télévision, l'opéra et le théâtre.

## Théâtre (sélection)
- 1984 : Les Bonnes de Jean Genet, mise en scène de Gilles Chavassieux
- 1998 : Une journée particulière d'après Ettore Scola, mise en scène de Jacques Weber
- 2016 : Les Noces de Figaro de Wolfgang Amadeus Mozart, mise en scène de Jean-Louis Martinoty

## Filmographie (sélection)

### Cinéma
- 1974 : La Jeune Fille assassinée de Roger Vadim
- 1977 : Cet obscur objet du désir de Luis Buñuel
- 1992 : Le Souper d'Édouard Molinaro
- 1992 : L'Homme de ma vie de Jean Charles Tacchella
- 1996 : Les Caprices d'un fleuve de Bernard Giraudeau
- 1996 : Beaumarchais, l'insolent d'Édouard Molinaro
- 1998 : Don Juan de Jacques Weber
- 1999 : Les Enfants du marais de Jean Becker
- 2000 : Les Blessures assassines de Jean-Pierre Denis
- 2001 : Un crime au Paradis de Jean Becker
- 2002 : Le Papillon de Philippe Muyl
- 2002 : Le Nouveau Jean-Claude de Didier Tronchet
- 2003 : Effroyables Jardins de Jean Becker
- 2004 : Vipère au poing de Philippe de Broca
- 2004 : Malabar Princess de Gilles Legrand
- 2006 : Les Aristos de Charlotte de Turckheim

### Télévision
- 2003 : Lagardère d'Henri Helman
- 2006 : Marie-Antoinette de Francis Leclerc et Yves Simoneau
- 2006 : Jeanne Poisson, marquise de Pompadour de Robin Davis
- 2006 : Les Amants du Flore d'Ilan Duran Cohen
- 2007 : L'Avare de Christian de Chalonge
- 2008 : La Dame de Monsoreau de Michel Hassan
- 2011 : Chez Maupassant (8 épisodes)
- 2012 : Des soucis et des hommes de Christophe Barraud
- 2013 : Rouge Brésil de Sylvain Archambault

## Distinctions

### Récompenses
- César 1993 : César des meilleurs costumes pour Le Souper

### Nominations
- César 1997 : César des meilleurs costumes pour Beaumarchais, l'insolent
- César 1999 : César des meilleurs costumes pour Don Juan